# Biloveji-Druhi, Bahmaci
Biloveji-Druhi (în ucraineană Біловежі-Другі) este un sat în comuna Biloveji-Perși din raionul Bahmaci, regiunea Cernihiv, Ucraina.

## Demografie
Componența lingvistică a localității Biloveji-Druhi
     Ucraineană (100%)
Conform recensământului din 2001, toată populația localității Biloveji-Druhi era vorbitoare de ucraineană (100%).